# Traumatisme thoracique
 Mise en garde médicale
Un traumatisme thoracique est la conséquence médicale d'un coup extérieur qui intervient sur le thorax. 
Toutes les structures du thorax peuvent être concernées : cage thoracique, poumons, cœur, médiastin. La gravité est variable, allant de la simple contusion sans conséquence au traumatisme grave aboutissant au décès.